# Mission Hockey
Mission ist ein US-amerikanisches Unternehmen, das Inlinehockey-Equipment produziert und ein Tochterunternehmen von Bauer Hockey ist.

## Produkte
Mission produzierte auch Eishockey-Equipment, welches nach der Übernahme der Firma Itech als Mission-Itech vermarktet wurde. Am 25. September 2008 kündigte Bauer Hockey die Übernahme von Mission-Itech an. Seitdem werden die Eishockey-Produkte unter dem Namen Bauer vermarktet. 
Die folgenden Modelle stammen aus dem Jahre 2009. Die Schlittschuhe der Firma Mission liefen aufgrund der Übernahme durch Bauer aus, Restbestände waren jedoch noch rund 2 Jahre erhältlich.

### Schlittschuhe
- Line 2012 → → Line2013
- Axiom A.3
- Axiom A.4
- Axiom A.5 → → Inhaler AC5
- Axiom T.6 → → Inhaler AC4
- Axiom T.7 → → Inhaler AC3
- Axiom T.8 → → Inhaler AC2
- Axiom T.9 → → Inhaler AC1
- Axiom T.10
- Axiom GOALIE G.7

### Schläger
- Titanium
- Pulse
- Fuel Z12
- Fuel Ti Pro
- Fuel Ti Grip
- Fuel Pyro
- Fuel
- Concept X
- V-Hex

### Helme
- Intake Fusion
- Intake
- Intake VN Pro
- M1505
- M1501
- M95

### Handschuhe
- Boss SE
- Boss
- Commander SE
- Commander
- Soldier SE
- Soldier
- Assassin
- Wicked 1
- BSX
- CSX
- Lieutenant